# (41979) Lelumacri
(41979) Lelumacri est un astéroïde de la ceinture principale.

## Description
(41979) Lelumacri est un astéroïde de la ceinture principale. Il fut découvert le 22 décembre 2000 à Gnosca par Stefano Sposetti. Il présente une orbite caractérisée par un demi-grand axe de 3,06 UA, une excentricité de 0,19 et une inclinaison de 2,7° par rapport à l'écliptique.

## Compléments